# Lamesa (Teksas)
Lamesa je grad u američkoj saveznoj državi Teksas. Prema popisu stanovništva iz 2010. u njemu je živjelo 9.422 stanovnika.